# Bednary-Kolonia
Bednary-Kolonia is een plaats in het Poolse district  Łowicki, woiwodschap Łódź. De plaats maakt deel uit van de gemeente Nieborów en telt 370 inwoners.